# Jan Grzegorz Stanisławski
Jan Grzegorz Stanisławski (24. června 1860 – 6. ledna 1907) byl polský secesní malíř, učitel umění a zakladatel a člen různých pokrokových uměleckých skupin a literárních spolků. V roce 1906 se stal řádným profesorem na Akademii krásných umění v Krakově.

## Životopis
Stanisławski se narodil 24. června 1860 ve Vilshaně v carském Rusku (dnes Ukrajina). Původně studoval matematiku na Varšavské univerzitě (1879–82) a následně na Carském říšském institutu v Petrohradě. Začal se učit kreslení pod vedením Wojciecha Gersona v uměleckém studiu ve Varšavě, který se později přeměnil na Školu krásných umění. V roce 1883 se přihlásil na Škole krásných umění v Krakově. V roce 1885 pokračoval ve svých studiích v Paříži pod vedením Caroluse-Durana. Když bydlel v Paříži, hojně cestoval, navštívil Itálii, Španělsko, Švýcarsko, Německo, Rakousko a východní Halič.
Jeho rané práce byly vystaveny při zahájení Salonu du Champ-de-Mars v Paříži v roce 1890 a v Krakovské společnosti přátel krásných umění v roce 1892. V 90. letech 19. století hojně cestoval a jeho skicáře se plnily kresbami z Berlína, Drážďan, Prahy, Krakova a z různých míst na dnešní Ukrajině. Spolu s Julianem Fałatem namaloval krajinu na panoramatu od Wojciecha Kossaka „Napoleonova armáda překračuje Berezinu“.
V roce 1897 inicioval a pomáhal organizovat Separátní výstavu malby a soch v krakovské Sukiennici. V tomto roce se stal učitelem krajinomalby na Škole krásných umění v Krakově a v roce 1906 – poté, co škola byla v roce 1900 povýšena na akademii – se zde stal řádným profesorem a také učil na Soukromé škole malby a kresby pro ženy Teodora Axentowicze a v Umělecké škole pro ženy Teofila Certowicze v Krakově.
Spoluzaložil Spolek polských umělců „Sztuka“ v Krakově v roce 1897. Později se stal zastupujícím předsedou a nakonec předsedou tohoto spolku a svoje práce vystavoval na množství výstav, které tento spolek organizoval. V roce 1898 se stal členem spolku Vídeňské secese a jeho dílo zde bylo vystaveno v roce 1901, 1902 a 1905. V roce 1901 se stal zakládajícím členem Polské společnosti užitného umění. Pracoval v komitétu pro rekonstrukci hradu Wawel a podílel se na aktivitách kabaretu „Zielony Balonik“. Stanisławski zemřel dne 6. ledna 1907 v Krakově. Stanisławski byl pohřben s poctami na Rakowickém hřbitově v Krakově.
Po jeho smrti byly v listopadu 1907 zorganizovány Krakovskou společností přátel krásných umění dvě výstavy v Paláci umění, jedna vystavovala 154 z jeho olejomaleb, stejně jako kreseb a akvarelů, a druhá představovala díla jeho početných vynikajících studentů.